# Dombeya kefaensis
Dombeya kefaensis là một loài thực vật có hoa trong họ Cẩm quỳ. Loài này được Friis & Bidgood mô tả khoa học đầu tiên năm 1998.